# Cono Sur
Cono Sur, compuesto por Argentina, Chile y Uruguay, es el área más austral de América que, como una gran península, define el sur del subcontinente de América del Sur. Su ciudad mas poblada es Buenos Aires. Limita al norte con Perú, Bolivia y Paraguay, y al noreste con Brasil.
Ocasionalmente se considera parte de él a Paraguay y los estados brasileños de Río Grande del Sur, Santa Catarina,  Paraná y San Pablo. 
Geográficamente, el Cono Sur de América es la porción meridional del continente americano cuya forma se asemeja a la de un triángulo escaleno. Este tendría como vértice el cabo de Hornos mientras que sus rayos correrían a lo largo de las costas de los océanos Atlántico y Pacífico hasta los puntos de inflexión de las líneas costeras en los que se verificaría el final del área peninsular que tiene el sur de América: por el oeste, en el Pacífico corresponde a la Curva de Arica; y por el este, en el Atlántico, corresponde a la Bahía de Paranaguá. Su límite norte sería la línea que los une y atraviesa longitudinalmente a Paraguay.
En su concepto más acotado, comprende geopolíticamente Argentina, Chile y Uruguay, ocupando una superficie total de 4 120 317 km², territorio que limita al norte con los estados de Perú, Bolivia, Paraguay y Brasil, al este con el océano Atlántico, al sur con el paso Drake o mar de Hoces —esta es la zona continental más cercana a la Antártida, con una distancia de 960 km entre ambas— y al oeste con el océano Pacífico.
La integración de Paraguay es parcial; según la RAE, la definición de Cono Sur es: «Geopolíticamente, región de América Meridional que comprende Chile, la Argentina y el Uruguay, y a veces el Paraguay».
Ocasionalmente, y en su concepto más amplio, El Cono Sur comprendería la zona al sur del paralelo 22° So al sur del paralelo 20° S.
Según este criterio amplio la zona comprendería los ya citados Argentina, Chile y Uruguay más Paraguay y Brasil (únicamente la parte sur que está conformada por São Paulo y la Región Sur —que incluye los estados de Paraná, Río Grande del Sur y Santa Catarina—). La superficie total de la zona así delimitada alcanzaría los 4 697 035 km².
Este artículo trata sobre el Cono Sur en su concepto estricto; es decir, el territorio que comprenden Argentina, Chile y Uruguay.

## Geografía
El Cono Sur es una de las pocas porciones de tierra firme comprendidas dentro del hemisferio sur y también del hemisferio oceánico por contener la mayor parte de los océanos de la Tierra. Es asimismo la porción sur del hemisferio occidental.

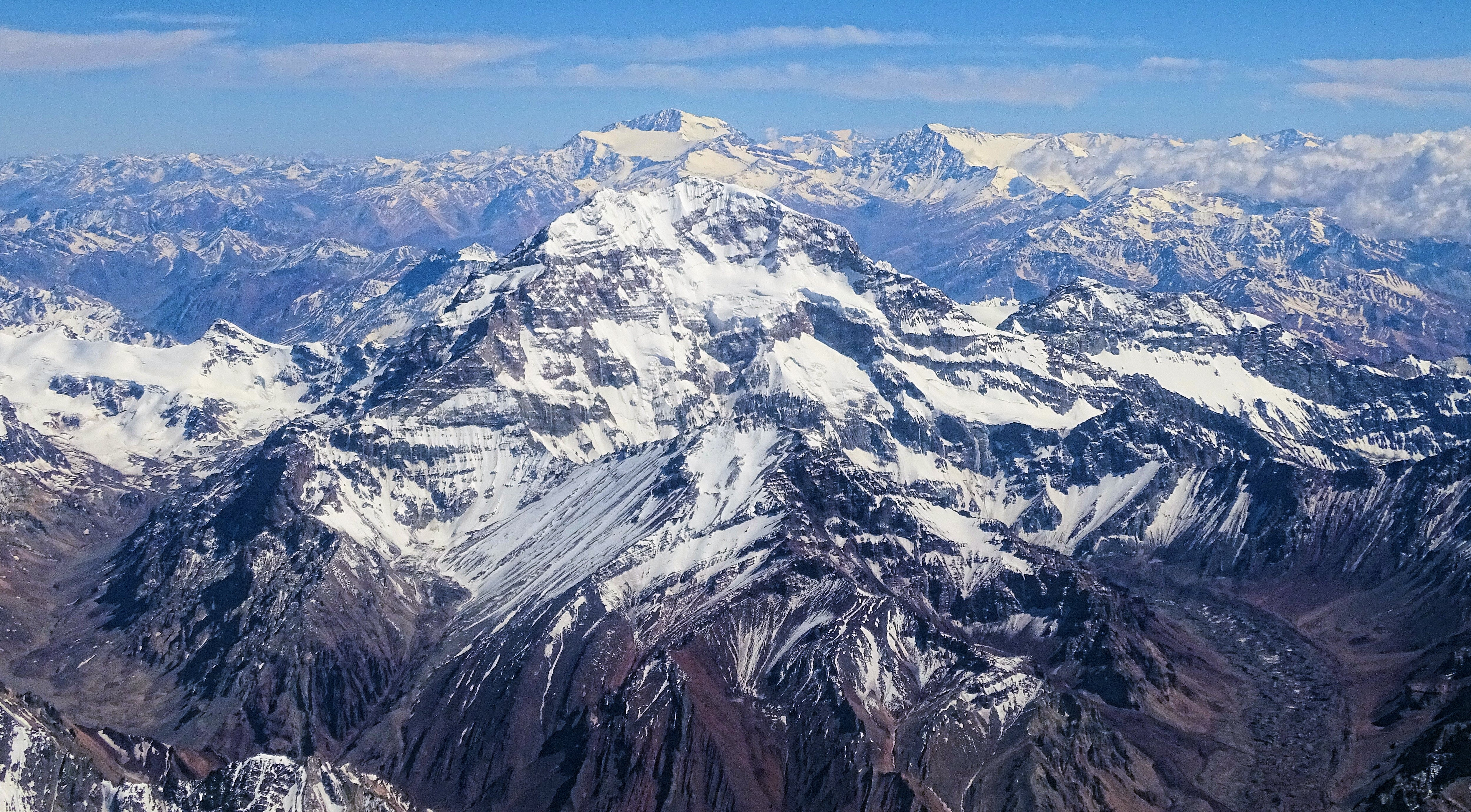
Cerro Aconcagua, en Argentina, es el punto más alto del planeta fuera de los Himalayas, la cumbre de mayor altitud de los hemisferios austral y occidental.
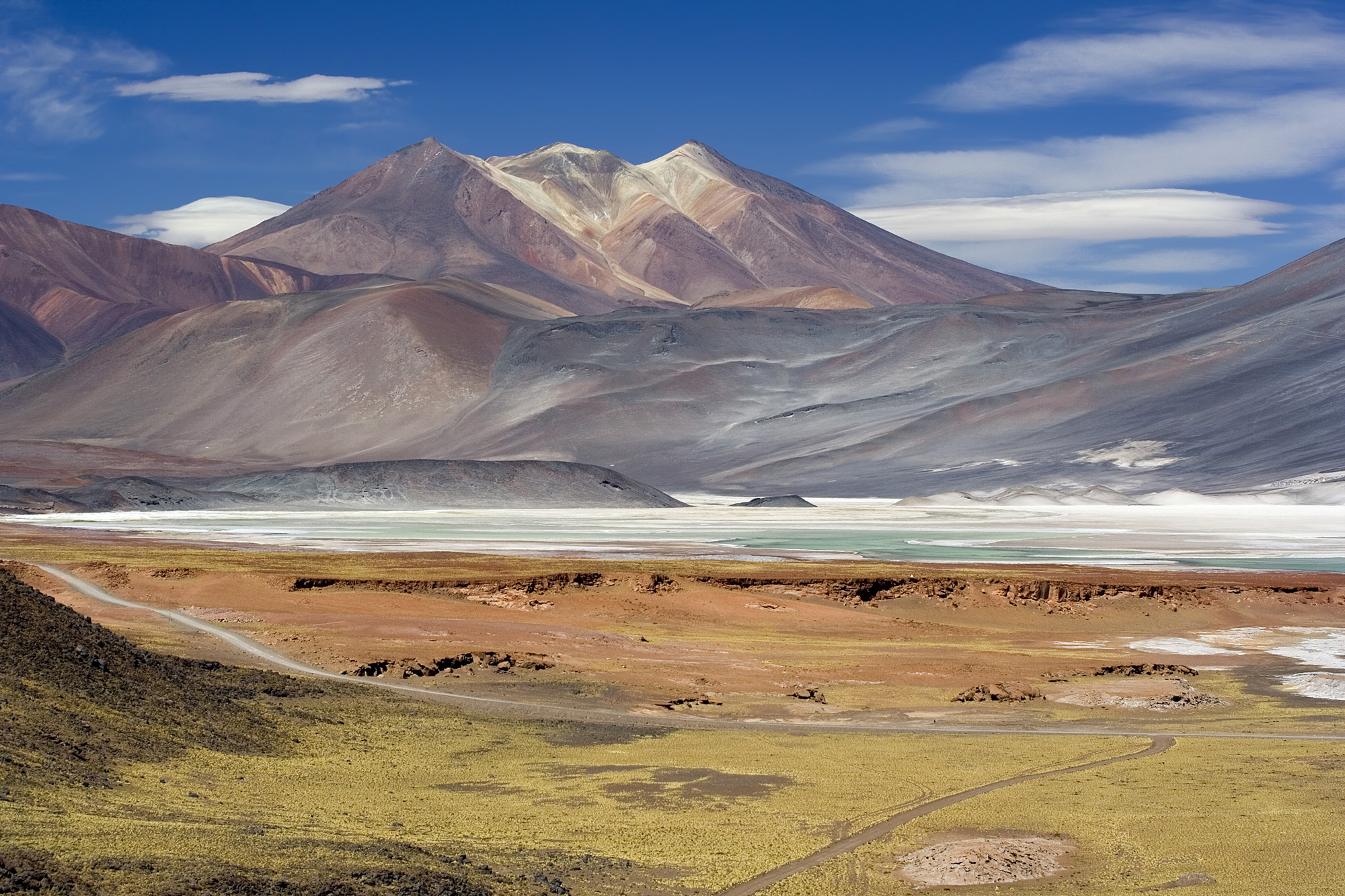
El desierto de Atacama, en Chile, es el desierto más árido del planeta.
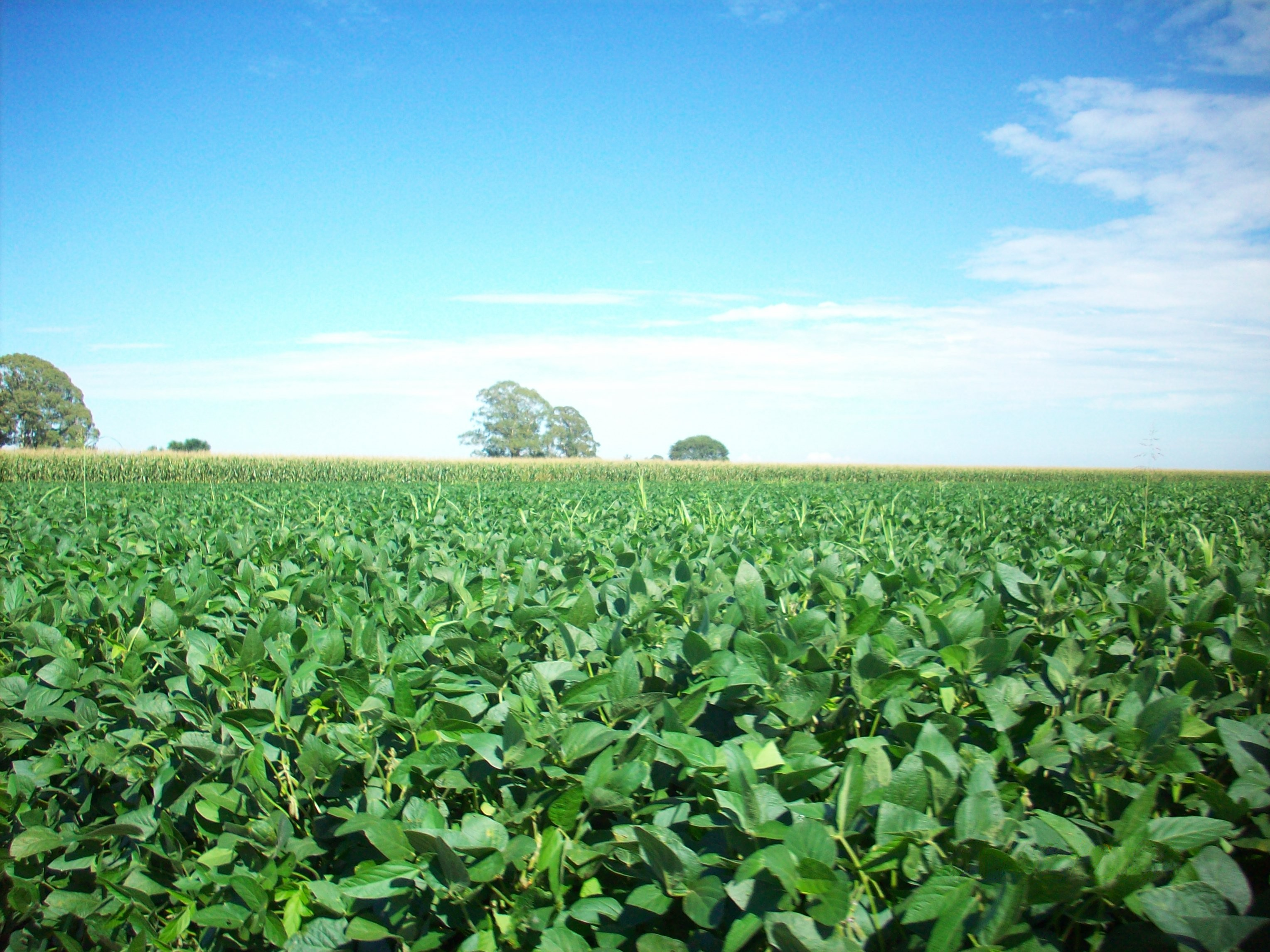
Pampa húmeda, ecorregión compartida por Argentina, Uruguay y el sur de Brasil.
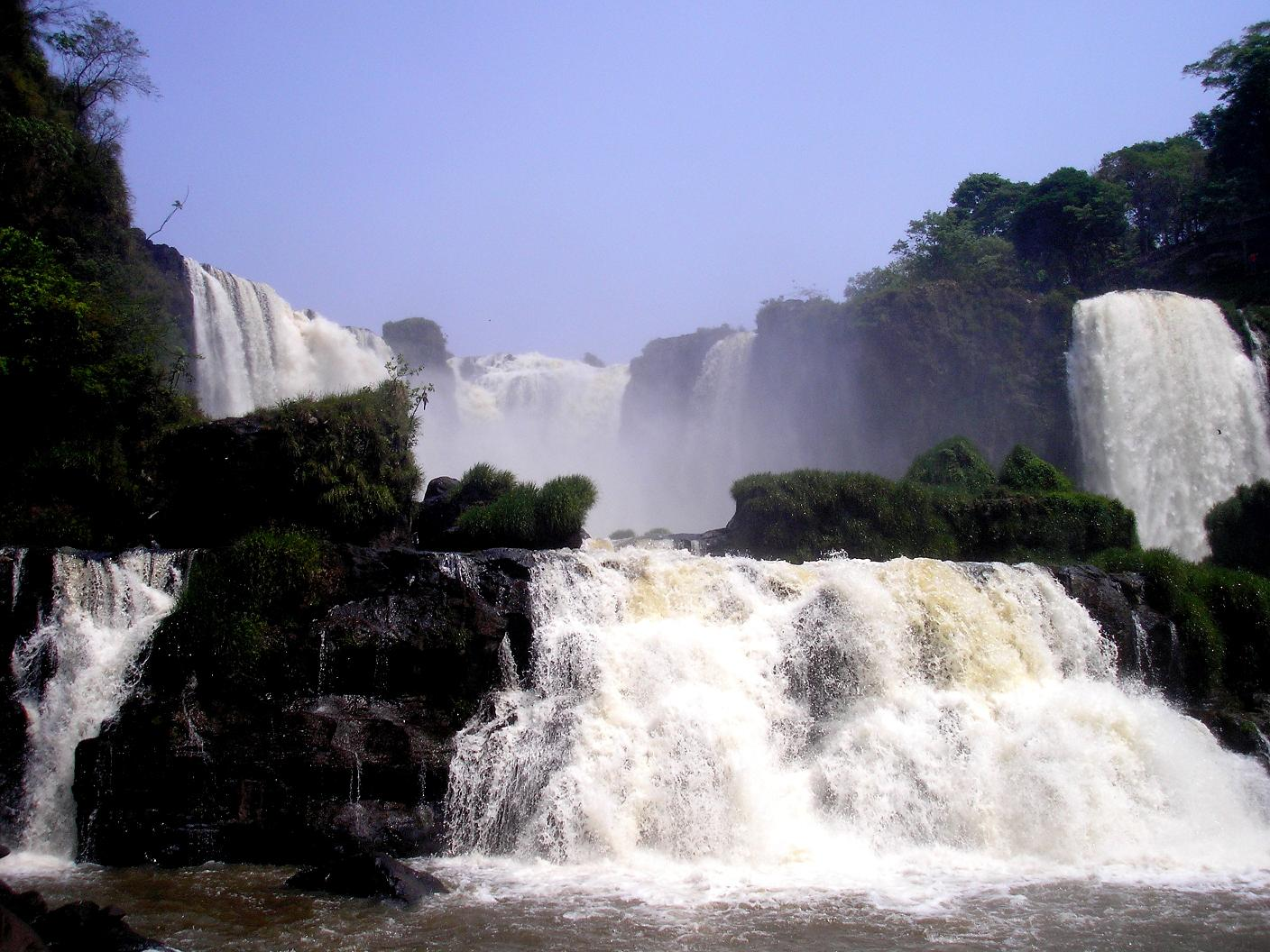
Las cataratas y saltos, gran volumen de agua cayendo abruptamente del cause alto de los caudalosos ríos que fluyen en la región. En la imagen, Saltos del Monday en Paraguay.
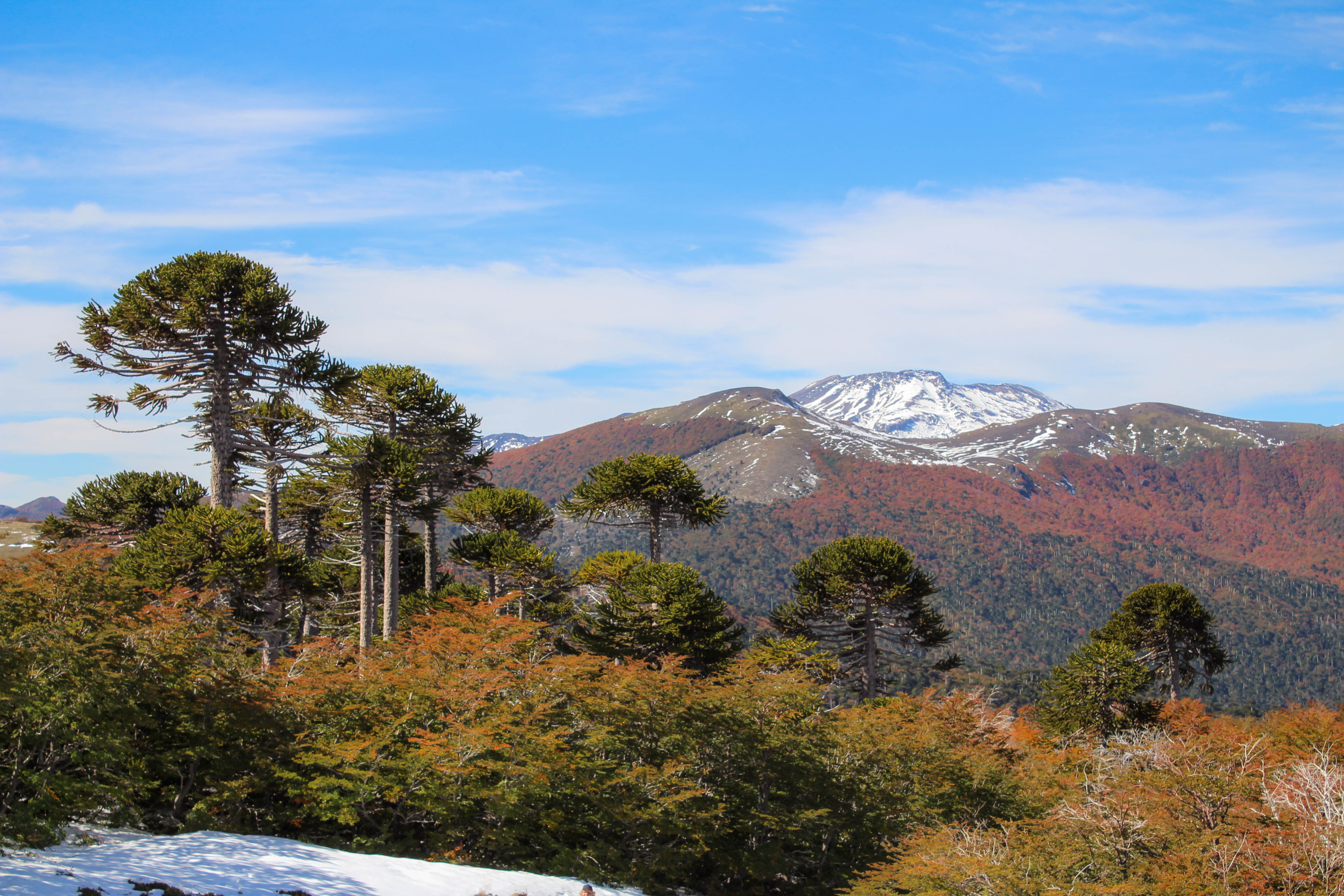
Bosques caducifolios y de coníferas nativas en la Patagonia de Chile y Argentina. En la imagen, Parque Nacional Villarrica, en Chile.
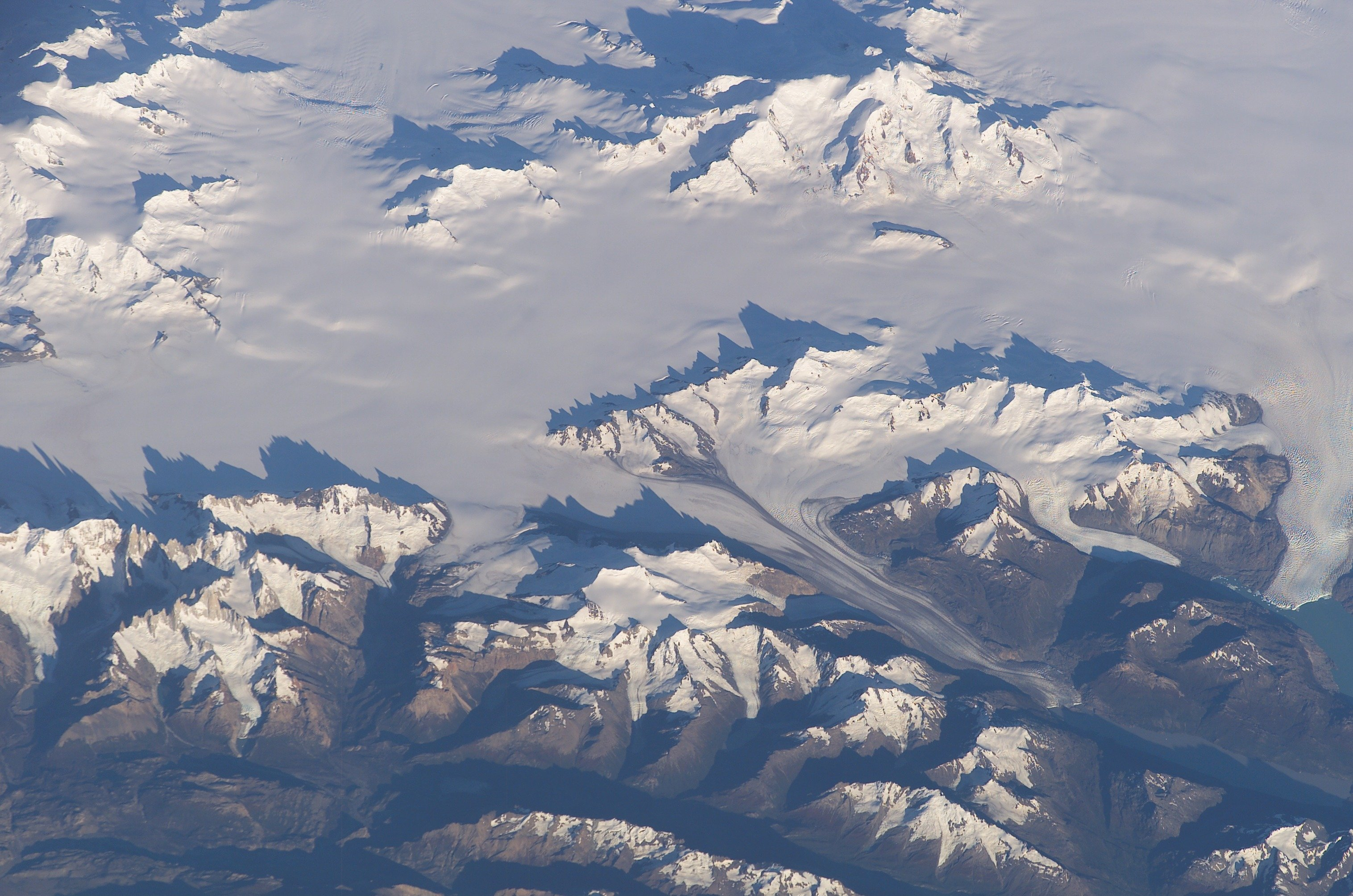
Campo de hielo patagónico sur, ubicado en Chile y en menor medida Argentina.

### Geomorfología
Entre los elementos geográficos destacados se encuentran:
- La cordillera de los Andes, que en el Cono Sur adquiere las mayores altitudes del hemisferio occidental y del hemisferio sur (más concretamente: las mayores elevaciones del planeta fuera de Asia); por contraste, también en el Cono Sur existen las mayores depresiones continentales del hemisferio austral y de toda América bajo el nivel del mar (Gran Bajo de San Julián).
- Las dilatadas y fértiles planicies de la Pampa y el Chaco, contrastadas por la llamada diagonal árida que se extiende desde el desierto de Atacama, el de mayor aridez del mundo,[7] hasta ciertas regiones semidesérticas de la costa de la Patagonia Oriental.
- La meseta patagónica, en especial el archipiélago fueguino y su continuación en la plataforma marina, las islas Malvinas.
- Los grandes estuarios y ríos: al más ancho río/estuario  del planeta Tierra (el Río de la Plata), los grandes ríos de la cuenca del Plata como lo son el Paraná, Paraguay, Uruguay, Iguazú (con las cataratas homónimas), Pilcomayo, Bermejo, Salado del Norte que forman un sistema de retroalimentación con el gigantesco acuífero Guaraní el cual aflora en vastos humedales como el Gran Pantanal o los Esteros del Iberá.
- El mar argentino, una de las plataformas epicontinentales más extensas, y por esto submarinas, del planeta Tierra.
- Los campos de hielos patagónicos acompañados de grandes glaciares activos.
- Grandes e importantes sistemas lacustres de origen glaciar (producidos tras el retroceso de la última glaciación Wurmiense hace unos 11 000 años) como los que se encuentran en el sur de Chile y en la región andinopatagónica de Argentina y Chile, o grandes lagos salados de origen tectónico como en Mar Chiquita en el centro de la Argentina continental americana.
- La parte meridional del macizo comúnmente llamado Brasilia.

La geología  del Cono Sur es compleja: todo el territorio emergido corresponde a la placa sudamericana, la que es bastante estable en la mayor parte del territorio, lo que hace que la mayor parte del Cono Sur se vea exenta de seísmos importantes. Sin embargo, los bordes occidental y meridional de tal placa están en roce y colisión permanente con la placa de Nazca que deriva hacia el este, el extremo occidental del Cono Sur forma parte de cinturón de fuego del Pacífico que al sur del cabo de Hornos se continúa por las Antartillas y los Antartandes. El choque de ambas placas ha provocado los principales plegamientos orográficos recientes (los Andes muy lentamente siguen ascendiendo), y este roce en la costa occidental del Cono Sur sigue liberando enormes cantidades de energía al producirse terremotos de subducción en forma de megaterremotos que afectan principalmente al centro y centro-sur de Chile y al centro de la región argentina de Cuyo. Cabe señalar que el mayor terremoto registrado por sismógrafos ocurrió en la ciudad chilena de Valdivia, en el año 1960 y le siguió en magnitud el terremoto del 27 de febrero de 2010, en la ciudad de Concepción, también en el centro-sur de Chile.
De oeste a este tras el plegamiento andino con sus muchos volcanes (la inmensa mayoría de ellos inactivos), se encuentran fosas tectónicas y horsts, mientras que los lagos glaciares están embalsados por lomadas de origen morrénico (drumlins) que parcialmente forman al sistema orográfico de los Patagónides, los drumlins de la Patagonia o derivan los caudales de agua producidos por las copiosas precipitaciones en la cordillera de los Andes hacia el océano Pacífico creando ríos de muy poco recorrido aunque muy caudalosos (Baker, Futaleufú, Puelo, Lena, Palena etc.) o endican las aguas que son afluentes del océano Atlántico creando extensos y bellos lagos de origen glaciar (como el Lácar, Aluminé, Nahuel Huapi, Buenos Aires, Argentino, Viedma, Fontana, Fagnano-Kami, etc.). El retroceso de los grandes glaciares del Wurmiense ha dejado montañas aisladas entre mesetas escalonadas, montañas basálticas y graníticas llamadas chihuidos muy próximas a extensos cañadones y rías en la Patagonia Oriental y fiordos en la Patagonia Occidental y extremo austral de Tierra del Fuego (hasta inclusive la Isla de los Estados). Por otra parte los estrechos marítimos como el de Magallanes y el del Beagle son antiguos valles provocados por los grandes glaciares, los que al finalizar la glaciación Wurmiense y al retirarse los enormes glaciares, fueron invadidos por las aguas marinas.
Al norte del Río Negro argentino, río que en gran parte discurre por la línea de falla geológica que separa al macizo Brasilia del macizo Patagonia, las tierras son mucho más llanas, extendiéndose hasta el océano Atlántico la planísima y muy fértil extensa llanura chacopampeana en gran parte recubierta por un tipo de suelo podzol y sobre todo de tipo loéssico que es pocas veces interrumpida en su actual relieve por sistemas montañosos de baja altitud restos muy erosionados de antiquísimas cordilleras.
En el noreste del Cono Sur se destacan las traps (escalones) de Paraná que además de constituir gran parte de la mesetas o «planalto» del noreste del Cono Sur forman parte de los límites geológicos en el océano Atlántico.

### Clima

Imágenes satelitales del Cono Sur mes a mes.

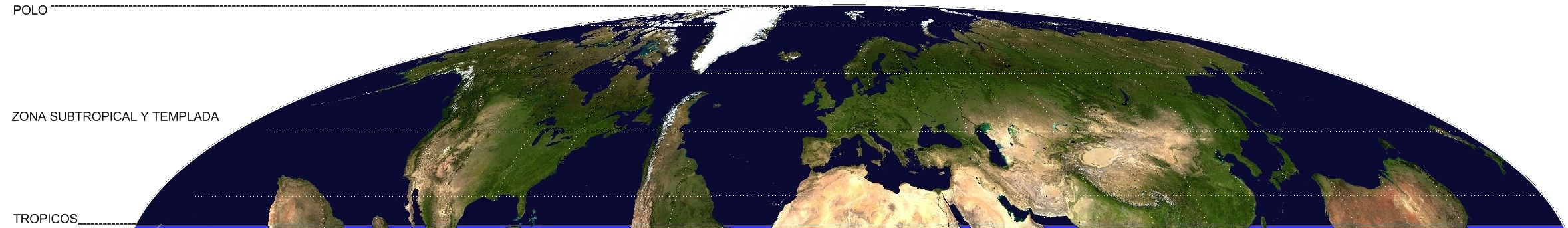
Planisferio de latitudes templadas comparadas en el cual se observa la equipolente ubicación de la mayor parte del Cono Sur si estuviera en el hemisferio norte.

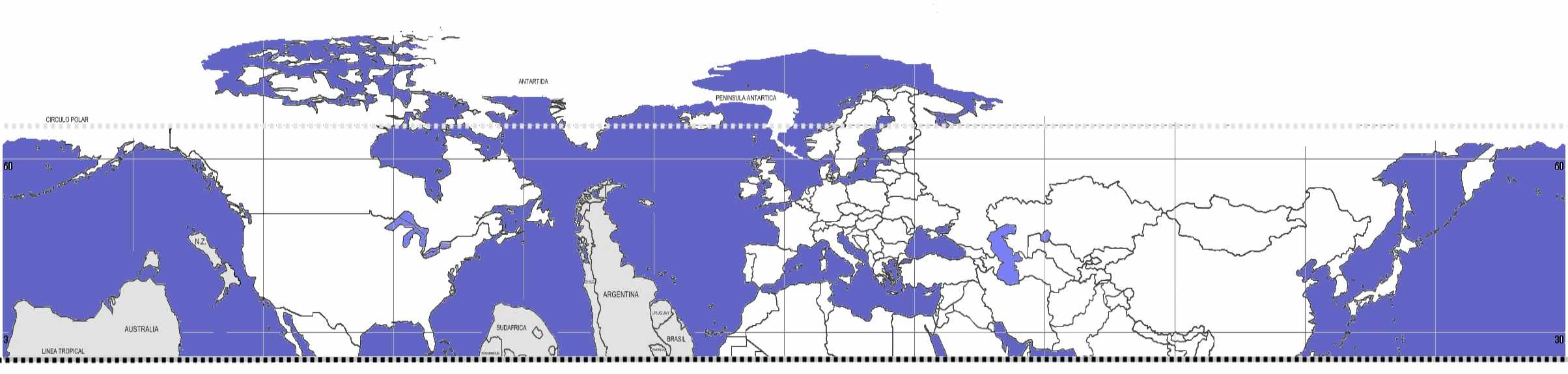
Mapa (proyección Mercator) en el cual se transpolan los Estados soberanos del Cono Sur (en el centro del mapa y con tono gris) a latitudes equivalentes en el hemisferio norte (Europa, Norteamérica, Asia etc.).

El Cono Sur se encuentra beneficiado por una gran variedad climática, lo que implica una extraordinaria variedad de biomas y paisajes.
De norte a sur, el clima pasa de tropical a frío nival, con clima de montaña en los Andes.
La parte norte de la región, excepto el altiplano o Puna y el norte de Chile, tiene un clima tropical. El clima es desértico en el noroeste del Cono Sur —como en el desierto de Atacama, el más seco de la Tierra—.
En el centro de Argentina y Uruguay el clima es templado, mientras que en el centro de Chile es mediterráneo, con estación seca prolongada en verano.
En el sur, el clima es frío oceánico lluvioso/nevoso; sin embargo, la Patagonia oriental presenta un clima árido frío. El extremo austral de la región cuenta con un clima de tipo tundra isotérmica, frío con temperaturas parejas a lo largo del año.
La cordillera de los Andes presenta precipitaciones escasas, casi nulas durante años, al norte del trópico de Capricornio, las cuales aumentan gradual y enormemente al sur del paralelo 39°S, desde donde superan los 2000 mm/año, ya sea en forma de lluvia, aguanieve o nieve.
Las estaciones marcadas en el centro de Argentina, el centro de Chile y en Uruguay se asemejan al clima europeo o a ciertas zonas de Estados Unidos. Además, el clima mediterráneo está presente en las Sierras de Córdoba, Cuyo y el centro de Chile, lo que asemeja estas zonas a California o España.
Las regiones más frías del Cono Sur son el sur de Chile y el sur de Argentina en los cuales el invierno es más largo y notorio. Ushuaia y Puerto Williams están casi a la misma latitud antipodal que Copenhague, pero el clima es aún más frío que en las zonas nórdicas europeas por dos motivos: la cercanía de la Antártida y la ausencia de una corriente cálida como la del Golfo que entibia a los países europeos en latitudes equivalentes a las conosurenses (por otra parte, dada la mayor presencia de masas continentales en el hemisferio norte el ecuador térmico está ubicado más próximo a Europa y Norteamérica que al Cono Sur) todo esto explica, más las elevaciones andinas, que en el extremo austral del Cono Sur existan extensas zonas de campos de hielo todo el año.

### Hidrografía

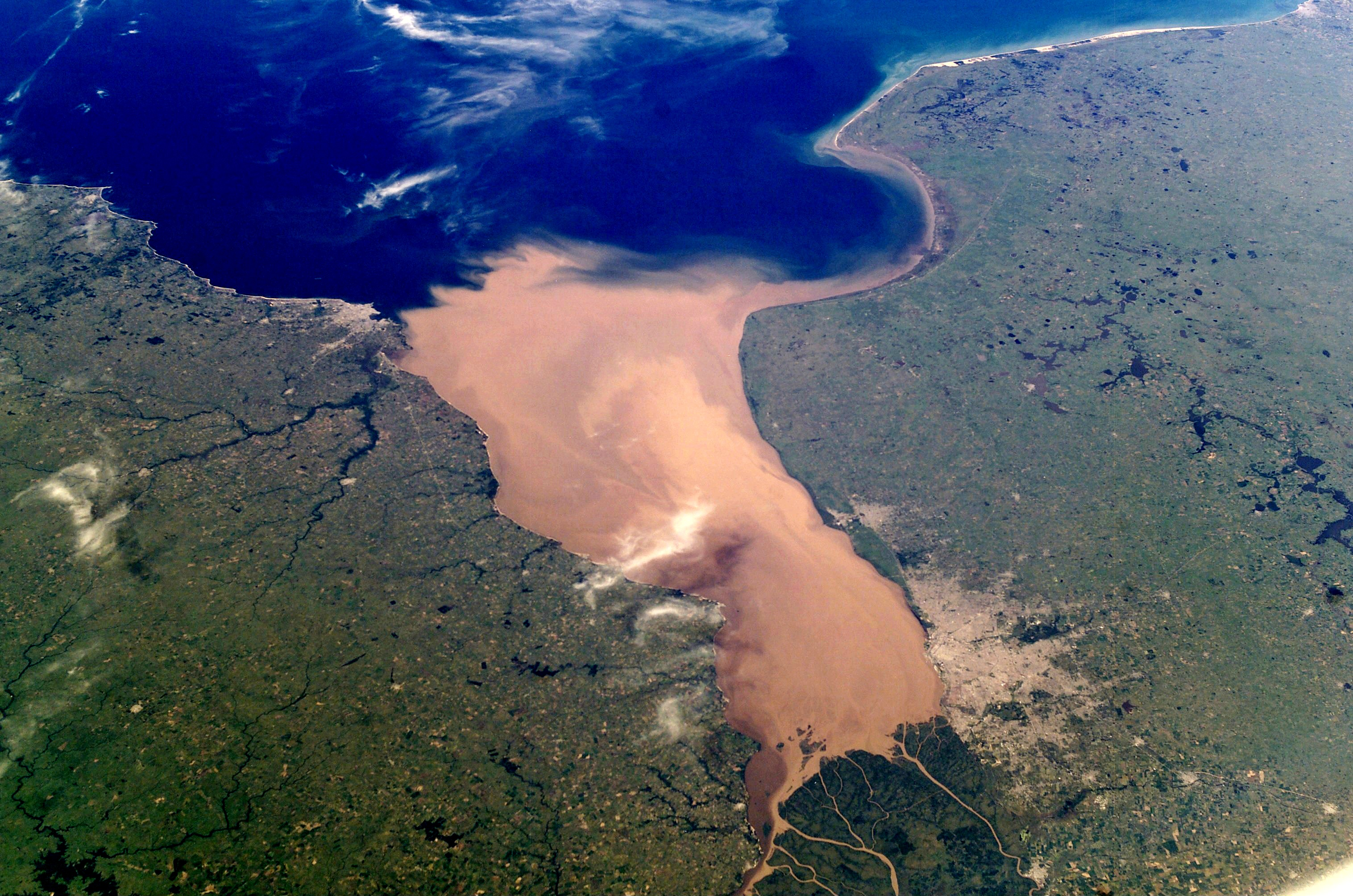
El Río de la Plata entre Argentina y Uruguay, es el río y estuario más ancho del planeta Tierra.

La principal cuenca fluvial es la Cuenca del Plata, que incluye grandes ríos como el Paraná, el Paraguay, el Uruguay, el Pilcomayo, el Bermejo, el Iguazú, el río Negro uruguayo, el Salado del norte, el Salado bonaerense y el río Tercero.
También se destacan otras cuencas como la cuenca del río Colorado argentino, a la que avena ocasionalmente la cuenca del Desaguadero argentino, la cuenca del Negro argentino y la del Santa Cruz.
En la vertiente del océano Pacífico se destacan los ríos Loa, Choapa, Río Rapel, Aconcagua, Maipo, Maule, Biobío, Palena y Baker.
En común con gran parte de la Cuenca del Plata, las nacientes de los ríos patagónicos y de la vertiente del océano Pacífico se encuentran en la cordillera de los Andes, el sistema orográfico vertebrador del Cono Sur.

## Población

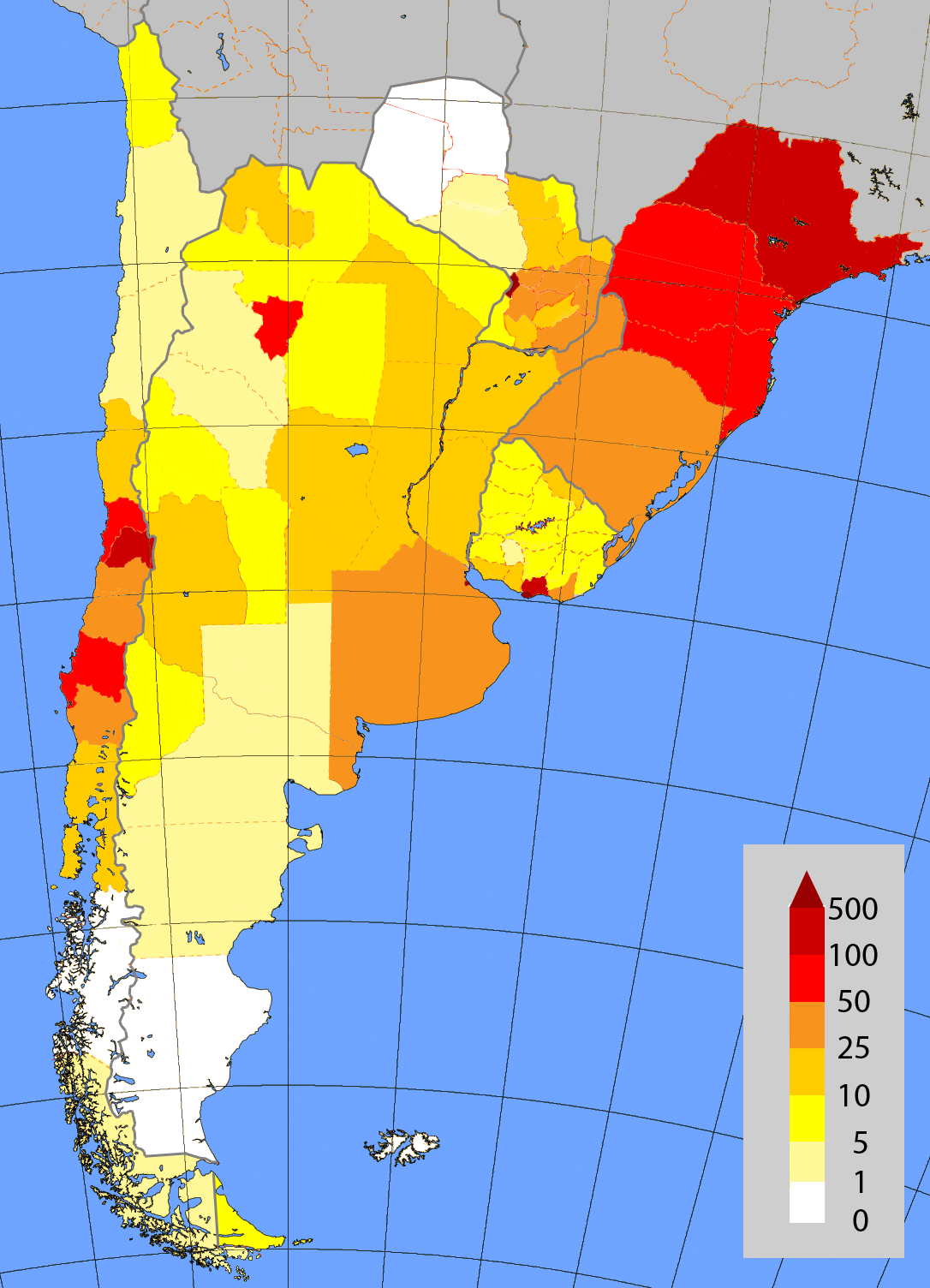
Densidad poblacional del Cono Sur por división administrativa nacional mayor. Habitantes/km² estimación año 2007.

### Demografía

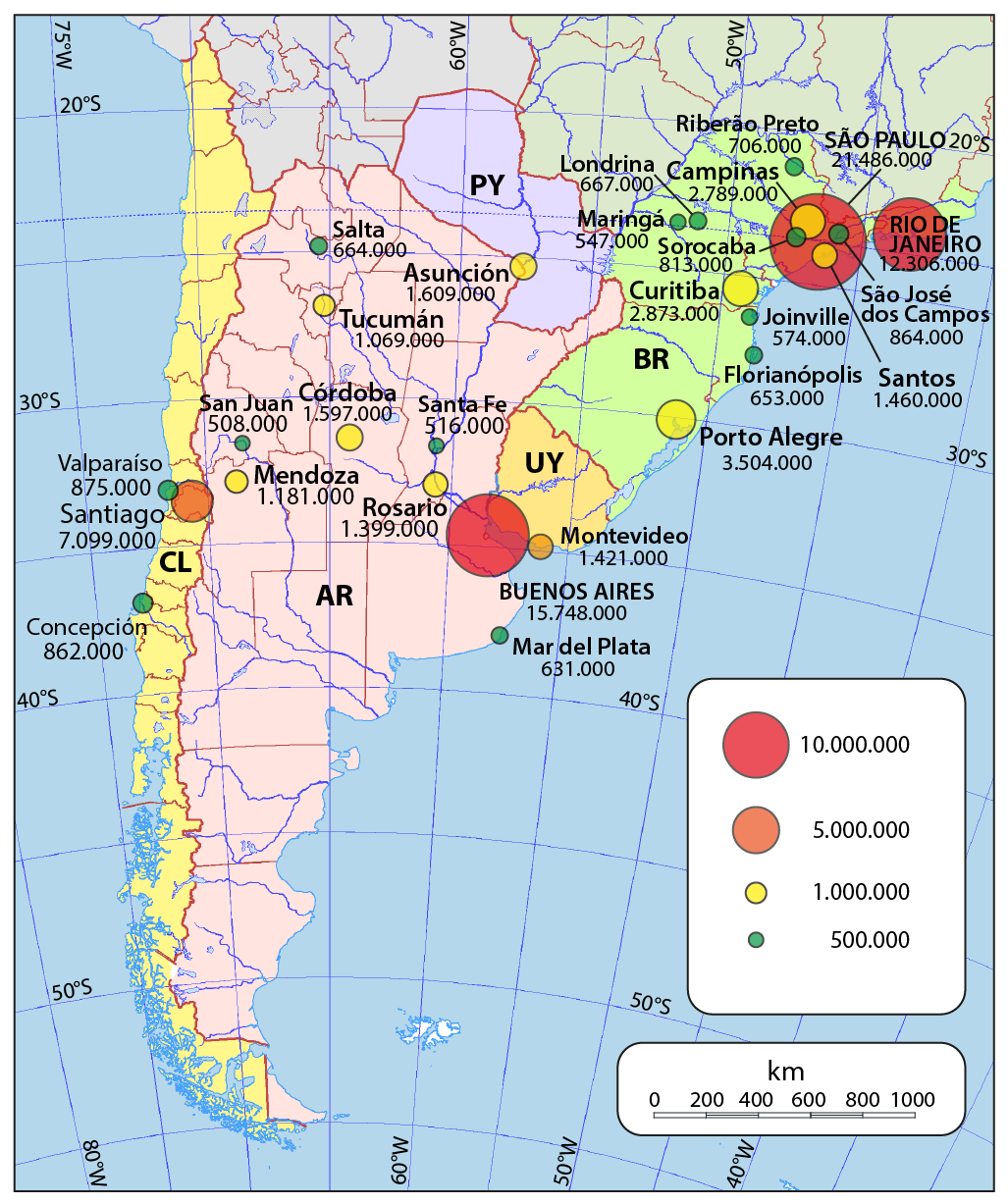
Mapa del Cono Sur, aglomeraciones urbanas mayores a 500.000 habitantes, según Demographia World Urban Areas 19th Annual: 202308 (agosto 2023).

El Cono Sur posee una población de aproximadamente 60 millones de habitantes, de los cuales un 67 % vive en Argentina, un 28 % en Chile, 15 % en Paraguay  y un 5 % en Uruguay.
Asimismo, los países del Cono Sur promedian tasas de natalidad más baja y de esperanza de vida más alta que el resto de América del Sur (Chile: 81,7 años, la más alta de Latinoamérica; Uruguay: 77,2 años, Paraguay:75,2 años y Argentina: 76,3 años en 2015).

### Composición étnica
El origen de la población de la región varía según el sector de los estados que forman parte del Cono Sur, caracterizándose, en términos generales, por un mestizaje con mayor contribución europea que indígena.
| Argentina | 85,0% | 11,1% | 1,0% | 0,0% | 0,0% | 2,9% | 97,2% | 97,2% | 2,4% | 0,4% | ND   | ND | 73,2 | 22,5 | 4,3 |
| Chile     | 52,7% | 39,3% | 8,0% | 0,0% | 0,0% | 0,0% | 88,9% | 88,9% | 9,9% | ND   | ND   | ND | 59,8 | 38,2 | 4,4 |
| Uruguay   | 88,0% | 8,0%  | 0,0% | 4,0% | 0,0% | 0,0% | 87,7% | ND    | 2,4% | ND   | 4,6% | ND | 80,6 | 9,1  | 9,1 |
| Paraguay  | 20,0% | 74,5% | 1,5% | 3,5% | 0,0  | 0,5% | ND    | 95%   | ND   | ND   | ND   | ND | 51,4 | 43,0 | 6,5 |

Desde mediados del siglo XIX, la región ha sido destino de una numerosa inmigración proveniente principalmente de Europa (Alemania, España e Italia, entre otros) y Oriente Próximo (Siria y Palestina). Existen además otras colectividades de judíos asquenazíes, gitanos, menonitas y sijes. Estas inmigraciones aplican exclusivamente para Chile, Uruguay y Argentina, países que en la geopolítica histórica han sido considerados como tierras de nuevo asentamiento junto con Canadá, Brasil, Australia, Estados Unidos y Nueva Zelanda.
Además, la región se caracteriza por la presencia de minorías pertenecientes a pueblos prehispánicos, principalmente aimaras, calchaquíes, guaraníes, qoms (tobas), mapuches y wichís, entre otros. De ellos, más alrededor de dos tercios habita en Argentina, en su mayoría pertenecientes al pueblo Mapuche, mientras que en Uruguay no existe población indígena. Asimismo, existe la presencia de comunidades descendientes de antiguos esclavos africanos en Uruguay, mientras en Argentina y Chile los afrodescendientes son escasos.
La actual población del Cono Sur es el resultado directo de una gran ola de inmigrantes (máxime trabajadores de clases campesinas y obreras) que ingresaron entre 1850-1950, mayoritariamente españoles e italianos. A estos se les suma el aporte de las poblaciones previas a las independencias, que datan del período virreinal, como lo son las poblaciones indígenas originarias, criollas, afroamericanas y los huasos y los gauchos. Cerca del 90 % de la población del Cono sur se autodenomina «eurodescendiente», aunque genéticamente el componente americano demuestre ciertamente algún grado variable de mixturación.

### Principales centros urbanos
Los países del Cono Sur presentan tasas elevadas de población urbana. En Argentina, el censo de 2001 estableció que la urbanización había llegado al 89,3 % de la población total. En Chile, la concentración urbana de su población es una característica demográfica del país; de acuerdo al censo de 2002, el 86,59 % del total nacional vivía en zonas urbanas. En Uruguay, el censo de 2004 mostró que el grado de urbanización llegaba al 96,1 % de la población total.
Ordenados por cantidad de población, los siguientes son los centros urbanos con más de 800 000 habitantes del Cono Sur en su sentido más restringido:
| Puesto | Área urbana  | País      | Población según ONU | Población según fuente oficial | Fuente         |  |
| ------ | ------------ | --------- | ------------------- | ------------------------------ | -------------- |  |
| 1.º    | Buenos Aires | Argentina | 13 074 000          | 12 801 364                     | Est INDEC 2010 |  |
| 2.º    | Santiago     | Chile     | 6 269 384           | 6 269 384                      |                |  |
| 3.º    | Montevideo   | Uruguay   | 1 635 000           | -                              |                |  |
| 4.º    | Córdoba      | Argentina | 1 493 000           | 1 399 000                      | Est INDEC 2010 |  |
| 5.º    | Rosario      | Argentina | 1 231 000           | 1 258 000                      | Est INDEC 2010 |  |
| 6.º    | Concepción   | Chile     | 1 009 285           | 1 009 285                      |                |  |
| 7.º    | Valparaíso   | Chile     | 918 000             | 851 173                        |                |  |
| 8.º    | Mendoza      | Argentina | 917 000             | 1 086 066                      | Est INDEC 2010 |  |
| 9.º    | Tucumán      | Argentina | 914 657             | 805 000                        | Est INDEC 2010 |  |
| 10.º   | La Plata     | Argentina | 831 000             | 747 000                        | Est INDEC 2010 |  |

## Calidad de vida

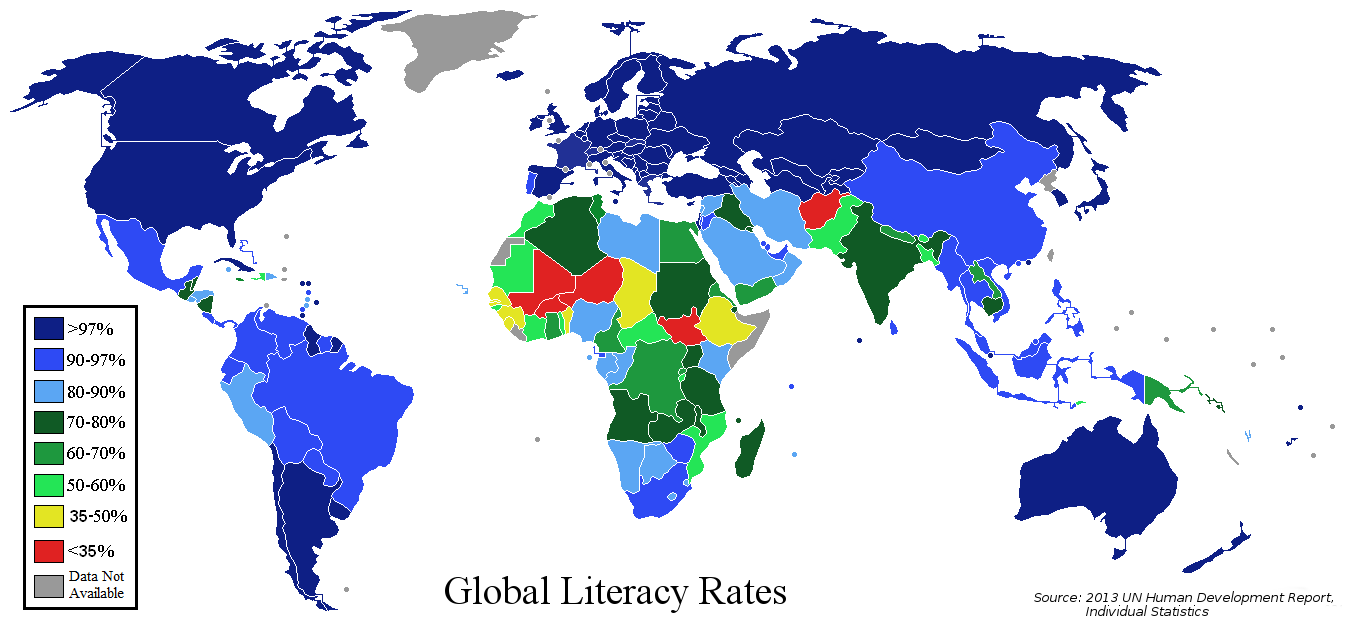
Índice de alfabetización mundial (2013). Los tres Estados típicos del Cono Sur (Argentina, Chile y Uruguay) forman parte de la zona con más elevada tasa de alfabetismo.

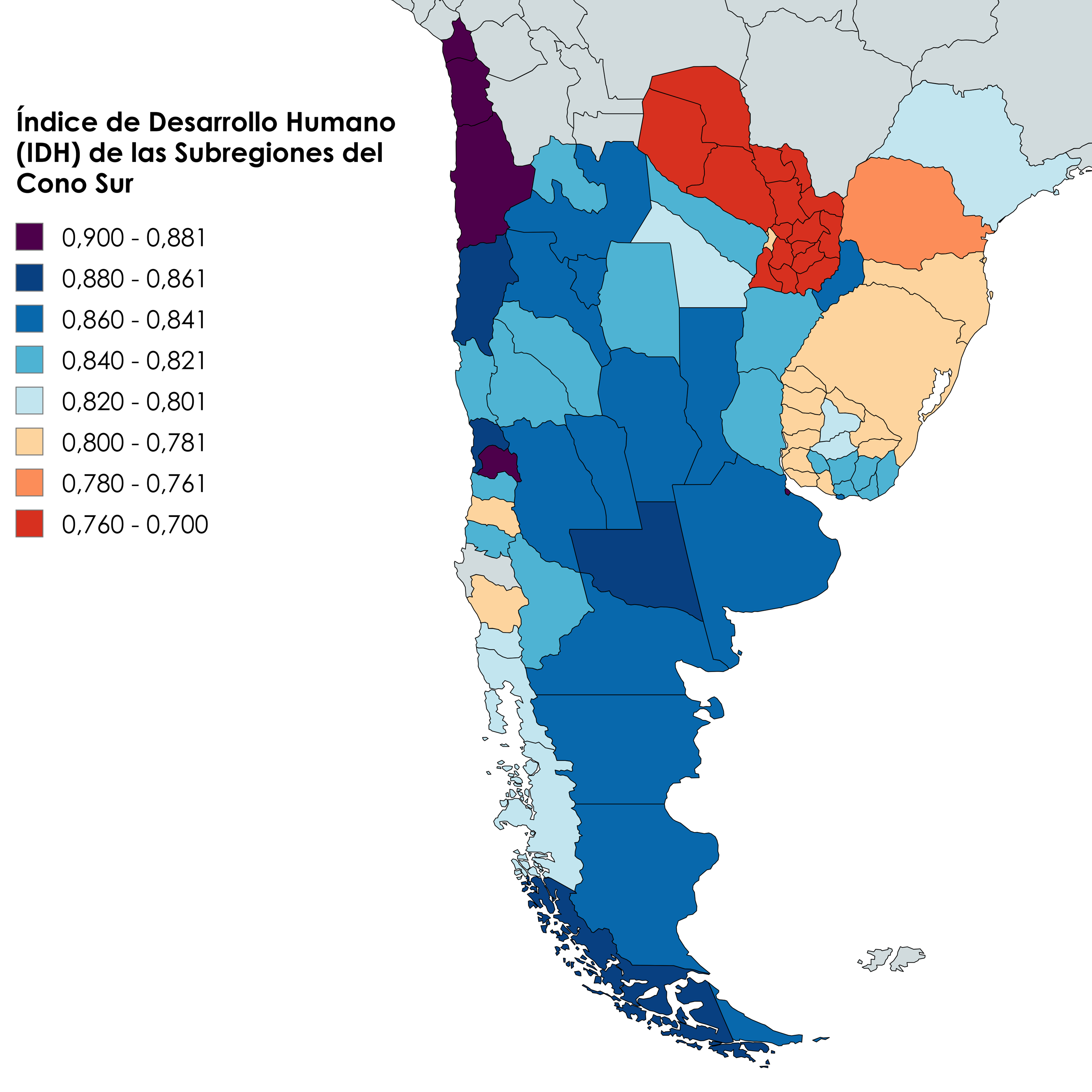
Índice de Desarrollo Humano (HDI) de las subregiones del Cono Sur (2022)

Mapa que muestra a Argentina, Chile, y Uruguay como parte del grupo de los países con IDH muy alto (en color azul oscuro) según el Informe sobre Desarrollo Humano 2018 del Programa de las Naciones Unidas para el Desarrollo.

Una de las características más significativas del Cono Sur es el promedio de estándares y calidad de vida mayores que exhibe en relación con otras zonas de América Latina.
Chile, Argentina y Uruguay tienen los tres más altos índices de desarrollo humano de Latinoamérica. Producto del informe del Índice de Desarrollo Humano 2017 de las Naciones Unidas, tanto Chile, Argentina y Uruguay son considerados como los tres únicos países con IDH muy alto no solo del Cono Sur, sino de toda América Latina —solo superados en América por Estados Unidos y Canadá—. Además, Chile y Uruguay están considerados por el Banco Mundial como economías de ingreso alto.
|                                                                                    | 2015  | 2016  | 2017  | Tendencia | Referencias     |
| ---------------------------------------------------------------------------------- | ----- | ----- | ----- | --------- | --------------- |
| Argentina                                                                          | 0.822 | 0.822 | 0.825 | Creciente | Argentina - HDI |
| Chile                                                                              | 0.840 | 0.842 | 0.843 | Creciente | Chile - HDI     |
| Uruguay                                                                            | 0.800 | 0.802 | 0.804 | Creciente | Uruguay - HDI   |
|                                                                                    |       |       |       |           |                 |
| Fuente: Global Human Development Indicators - United Nations Development Programme |       |       |       |           |                 |

En materia educativa, los niveles de analfabetismo del Cono Sur son los más bajos de Sudamérica y están entre los cuatro más bajos de América Latina, con un importante porcentaje de la población adulta —hombres y mujeres de 15 años o más— alfabetizada (Chile: 98,6 %, Uruguay: 98,4 % y Argentina: 97,9 %, según el informe del PNUD de 2015).
Uruguay, con US$431, es el país con el poder adquisitivo del salario mínimo más alto de toda Latinoamérica tras Panamá . Chile (con US$428) también se ocupa entre los primeros puestos.
La distribución de ingresos según la ONU, Uruguay se situó a fecha del 2012 en 0,379 puntos según el coeficiente de Gini, que se utiliza para medir el reparto de riquezas en una nación, convirtiéndola en el país más igualitario de América Latina. El mismo sitúa a Argentina con el 0,411, y a Chile, con el 0,497 al año 2013.

## Economía
| Economía 2019 (est.) | Economía 2019 (est.) | Economía 2019 (est.) | Economía 2019 (est.) | Economía 2019 (est.)     |
| País                 | PIB (PPA)            | PBI (PPA) per cápita | PIB (nominal)        | PBI (nominal) per cápita |
| -------------------- | -------------------- | -------------------- | -------------------- | ------------------------ |
| Argentina            | USD 903 542 mill.    | USD 20 055           | USD 445 469 mill.    | USD 9 888                |
| Chile                | USD 502 846 mill.    | USD 26 317           | USD 294 237 mill.    | USD 15 399               |
| Uruguay              | USD 82 969 mill.     | USD 23 581           | USD 59 918 mill.     | USD 17 029               |

En 2019, Argentina es la mayor economía del Cono Sur y segunda en toda América del Sur, con un PBI nominal de 445.469 millones de dólares, es el único país del Cono Sur en formar parte del G20, y un PBI PPA de 903.542 millones de dólares. sumándose a Brasil en Sudamérica y a México en Norteamérica. Chile es la segunda economía del Cono Sur y quinta en América del Sur, con un PBI nominal de 294.237 millones de dólares y un PBI PPA de 502.846 millones de dólares. Uruguay es la tercera economía del Cono Sur y la octava de América del Sur, con un PBI nominal de 59.918 millones de dólares y un PBI PPA de 82.969 millones de dólares.
Por otro lado, el PBI nominal per cápita de Uruguay es de 17.029 dólares, el de Argentina de 9.888 dólares, y el de Chile de 15.399 dólares. El PBI PPA per cápita de Chile es de 26.317 dólares, el de Argentina de 20.055 dólares y el de Uruguay de 23.581.
Argentina es el país más extenso, poblado, industrializado y rico según el PIB del Cono Sur. Es uno de los mayores exportadores de carne en el mundo, y su producción se ha reconocido numerosas veces por su alta calidad.  
Es el primer productor mundial de girasol, yerba mate, limones, y aceite de soja, segundo en miel y manzanas, el más grande productor de trigo en Latinoamérica. Argentina es el mayor productor de vino en América Latina, quinto en el mundo, y el tercer productor global de litio y el principal productor de biodiésel (incluyendo al bioetanol) a nivel global. El Yacimiento petrolífero Vaca Muerta es uno de los tres  principales petrolíferos del planeta Tierra. El yacimiento minero de El Aguilar, en la provincia de Jujuy, es la mayor concentración de minerales de plomo y cinc de Sudamérica y el Bajo de la Alumbrera en la provincia de Catamarca, es una de las explotaciones mineras a cielo abierto más grandes del mundo, para la extracción de oro y cobre, siendo la Argentina el decimotercer mayor productor de oro del mundo. Argentina es el más importante productor de software de Latinoamérica, y ocupa el segundo puesto en Sudamérica en cuanto a fabricación de autopartes, después de Brasil.[cita requerida] Es el mayor productor de soja del planeta junto a Brasil y los Estados Unidos. Junto a Brasil y México, integra el G-20, que concentra a las naciones más industrializadas, influyentes y económicamente más poderosas del mundo. También es miembro fundador del Mercosur, el mayor productor de alimentos a nivel global.
Chile es miembro de la OCDE, grupo que solo integran Canadá, Estados Unidos y México en el continente americano. También pertenece al Acuerdo Estratégico Trans-Pacífico de Asociación Económica y a la APEC.
Chile es el país con los ingresos por paridad de poder adquisitivo per cápita más altos de América Latina, USD 22 470 en 2013, algo superior al de Argentina que alcanzó los USD 22 404 en el mismo período.
Muestra indicadores remarcables en cuanto a competitividad, libertad económica, y crecimiento económico. Además, tiene la calificación de la deuda externa más favorable del continente. En cuanto a la inversión extranjera, Chile acaparó en 2012 casi el 75 % de las inversiones en el Cono Sur con USD 30 323 millones, mientras que en cuanto a la inversión hacia el exterior de empresas nacionales alcanzó en el mismo año casi la totalidad de ella (98 %) con USD 21 090 millones, seguido por Argentina con USD 1 090 millones. Pese a su tamaño, Chile exporta por un valor similar a la Argentina (USD 83 000 millones y 85 000 millones respectivamente). Es el mayor productor mundial de cobre y cuenta con el 38 % de las reservas mundiales de ese mineral. La empresa estatal Codelco explota, entre otros, los yacimientos de Chuquicamata y El Teniente, la mina a cielo abierto y la mina de cobre subterránea más grandes del mundo, respectivamente. Además, Chile posee el 22% de los recursos de litio metálico a nivel mundial, superado por Bolivia que posee el 24%.

Además de explotar sus propios recursos domésticos, Chile participa en numerosos proyectos mineros extranjeros, ya sea como inversionista o como proveedor de ingeniería y servicios, en países como Australia, Pakistán y Perú, entre otros. Además de la industria minera, Chile también es el mayor productor mundial de uvas frescas, acaparando el 21,7 % de los envíos globales, así como de arándanos frescos, ciruelas, manzanas deshidratadas
salmones, truchas y carbonato de litio.
Uruguay forma parte del Mercosur, concentra gran cantidad de turismo en las ciudades costeras de Punta del Este y Maldonado. Es un país agroexportador, por lo cual la agricultura: arroz, trigo, maíz, girasol, sorgo, cebada, soja, caña de azúcar (Bella Unión) y la ganadería (vacunos, ovinos) son los recursos fundamentales de la economía. Las industrias principales son los frigoríficos, la lechera. Asimismo Uruguay es el mayor exportador de software per cápita de Latinoamérica y la tasa de desocupación en la mencionada industria es de 0%.
Las condiciones climáticas del Cono Sur, aunadas con su geografía física, crean las condiciones para que se obtengan grandes producciones de avena, cebada, centeno, trigo, olivo, vid, conejos, ovinos, porcinos, vacunos, lácteos y vinos (cepas emblemáticas: Cabernet, Carménère, Malbec, Merlot, Tannat y Torrontés) más la producción de arroz, cítricos, girasol, maíz, manzanas, papas y soja.
El subsuelo del Cono Sur es también valioso por su minería, destacándose las minas de bórax, cobre, estaño, litio, oro, plata, plomo y salitre en el Norte Grande chileno y en el Noroeste argentino así como en las proximidades de toda la región andina y preandina en donde también se encuentran grandes yacimientos de uranio; existen importantes reservas de gas natural en Magallanes, el norte de Salta, y en la provincia de Neuquén. En esta última provincia, se encuentra la tercera reserva de gas más grande del planeta. El petróleo cuenta con reservas en varias regiones de la Argentina, siendo medianas en el Noroeste y Cuyo, y de gran importancia en la Patagonia. El siguiente país regional en reservas de petróleo es Chile, pero sus cuencas magallánicas solo produjeron 10 640 barriles de petróleo, equivalentes al 3,51 % de los 302 700 consumidos diariamente en 2010. Los mares que rodean al Cono Sur son riquísimos en recursos pesqueros y afines, así como sus costas presentan relevantes atractivos turísticos a nivel mundial.
Esta enorme riqueza en el sector primario de la economía ha facilitado durante gran parte del siglo XX que la mayor parte de la población integrara los estratos socioeconómicos llamados medios. Sin embargo, durante el último cuarto de siglo XX, la mayoría de los estados del Cono Sur padeció gravemente los efectos de una crisis económica global, acentuada en esta región por un escaso desarrollo del sector secundario o industrial o, en el caso de Argentina, directamente por un proceso de desindustrialización, lo que se ha revertido en los últimos años aumentando el ingreso per cápita.

### Corredores bioceánicos
Los corredores bioceánicos, también llamados «CB», son rutas internacionales que unen determinadas regiones y centros urbanos con distintos terminales portuarios ubicados tanto en el océano Pacífico como en el Atlántico. Su objetivo es servir como instrumento «físico-territorial» para agilizar el comercio de los países del Cono Sur (Mercosur y Chile); sin embargo, hay fuentes que más bien hablan de «corredores transversales de carga» en el Cono Sur que tienen como objetivo la integración subregional.
El concepto de corredor bioceánico surgió en 1992 en Brasil, con el objetivo de crear y desarrollar el proyecto del «Corredor bioceánico de Capricornio» entre el puerto brasileño de Santos y el puerto chileno de Antofagasta, atravesando el sur de Brasil, Paraguay, las provincias del Norte Grande Argentino y la Región de Antofagasta en Chile.
Otro proyecto es el Paso de Agua Negra. Se ha proyectado la construcción de una vía de comunicación interoceánica, un túnel en la cordillera de los Andes, que conectaría el puerto de la ciudad de Porto Alegre en el océano Atlántico con el puerto de la ciudad de Coquimbo en el océano Pacífico a través del centro de Argentina.
La importancia de estas rutas estriba en que el Cono Sur necesita colocar su producción exportable en el mercado mundial, teniendo como objetivo principal los mercados del Asia-Pacífico. Esto provocaría un incremento en el comercio, incentivando la producción exportable en las áreas de influencia de los corredores.

## Política
Durante la segunda mitad del siglo XX, estos países fueron frecuentemente regidos por gobiernos militares.
En los años 1970, estos regímenes colaboraron en el Plan Cóndor (liderado por el gobierno de Estados Unidos) en la represión de la oposición izquierdista, vetando partidos políticos, desarticulando grupos guerrilleros, encarcelando y torturando a cientos de miles de personas en centros clandestinos de detención. Como resultado, fueron asesinadas decenas de miles de personas, muchos de los cuales aún continúan desaparecidos (30 000 en Argentina, 1200 en Chile y 140 en Uruguay) y cientos de miles fueron exiliados.
Sin embargo, entre las décadas de 1980 y 1990, estos países recuperaron la democracia: Argentina en 1983, Uruguay en 1985 y Chile en 1990. En la actualidad, Argentina es gobernada por el presidente liberal libertario Javier Milei. Chile es gobernado por el  presidente izquierdista Gabriel Boric. En Uruguay, Yamandú Orsi, perteneciente a la izquierda política. Se observa una alternancia del poder en los tres países, ya que los tres presidentes sucedieron a gobiernos de signo distinto.

### Movimientos separatistas y autonomistas
Durante los años 1990, surgieron movimientos separatistas en la región. En Laguna el 18 de julio de 1992, se creó el movimiento secesionista O Sul é o Meu País ('El sur es mi país') que busca, mediante la vía democrática y plebiscitaria, la separación del Sur ante Brasil con el objetivo de formar un nuevo país. Este movimiento tiene como referentes tanto la República Juliana como la República Riograndense. Asimismo, existen otros movimientos, Movimento pela Independência do Pampa ('Movimiento por la Independencia de la Pampa', formado en 1990) y Movimento República de São Paulo ('Movimiento República de São Paulo') que también buscan la separación del Brasil.
Por otra parte, en Chile y Argentina, diversas agrupaciones indigenistas mapuche buscan instancias autonómicas o la independencia del territorio que denominan como Wallmapu, es decir, las tierras controladas por los mapuches hasta fines del siglo XIX, que también abarcarían parte de Argentina. El historiador chileno Cristóbal García Huidobro plantea que: "la terminología 'Wallmapu' no es una que sea relativamente antigua, sino que es más nueva. Surge, hasta donde se ha logrado entender, de un movimiento revisionista, a principios de la década de 1990 (...) hacen un reestudio y un revisionismo de la identidad, del lenguaje, así como también de los símbolos que representarían al pueblo mapuche (...) no es una cuestión histórica propiamente tal, no proviene de la cultura ancestral del pueblo mapuche que nunca percibió su territorio como un lugar particularmente definido".

## Curiosidades

Mapa de los países del Cono Sur que jugaron la Copa Mercosur.

- Solamente los clubes de fútbol de los países que conforman el Cono Sur (Argentina, Brasil, Chile, Paraguay y Uruguay) podían participar en la Copa Mercosur, la cual se realizó desde 1998 hasta 2001. Sin embargo, los clubes de estos países no podían participar en la Copa Merconorte, la cual también se realizó desde 1998 hasta el 2001 y en la que únicamente participaban equipos de Bolivia, Colombia, Ecuador, Perú y Venezuela; y a la que posteriormente se le unieron clubes de Costa Rica, Estados Unidos y México. Ambas copas se jugaban en paralelo, y fueron organizadas por la CONMEBOL.

- El 29 de julio de 2017 la Asociación del Fútbol Argentino y la Asociación Uruguaya de Fútbol anunciaron una candidatura conjunta. Antes de que Uruguay y Argentina empataran sin goles en Montevideo por las Clasificatorias al mundial de Rusia 2018 los, entonces, jugadores del Barcelona Luis Suárez y Lionel Messi promovieron la candidatura con camisetas conmemorativas. El 31 de agosto de 2017, Paraguay sugirió unirse como tercer anfitrión. La Conmebol confirmó la triple candidatura en septiembre de 2017. La candidatura de Uruguay-Argentina-Paraguay coincidiría con el centenario de la primera final de la Copa Mundial de Fútbol, que tuvo lugar en Uruguay, y con el bicentenario de la primera Constitución de Uruguay. El 14 de febrero de 2019, el entonces presidente de Chile, Sebastián Piñera, anunció que su país también será parte de la candidatura al Mundial de 2030. El 7 de febrero de 2023 los países confirmaron su candidatura conjunta para albergar el campeonato.[94] El 4 de octubre de ese mismo año, el Consejo de la FIFA tomó la decisión por consenso, de acreditar a la candidatura España-Portugal-Marruecos. Sin embargo, en virtud de la trascendencia histórica de la fecha, se aprobó la realización de partidos inaugurales conmemorativos para las selecciones de tres de las asociaciones postulantes de la candidatura sudamericana, Argentina, Paraguay y el anfitrión de 1930, Uruguay.[95]